# Bruno Boche
Bruno Ewald Gustav „Benno“ Boche (* 28. Mai 1897 in Berlin; † 1. April 1972 in West-Berlin) war ein deutscher Hockeyspieler.
Bruno Boche war Stürmer beim Berliner SV 92. Er debütierte 1926 in der deutschen Hockeynationalmannschaft. Bei den Olympischen Spielen 1928 in Amsterdam erzielte Boche im ersten Spiel gegen Spanien ein Tor. Boche war auch bei der 1:2-Niederlage gegen die niederländischen Gastgeber dabei. Nachdem er gegen Frankreich pausiert hatte, lief er im Spiel um den dritten Platz gegen Belgien wieder auf. Mit einem 3:0-Sieg sicherte sich die deutsche Mannschaft die Bronzemedaille. Insgesamt wirkte Bruno Boche von 1926 bis 1929 in elf Länderspielen mit.